# 길동생태공원
길동생태공원(吉洞生態公園)은 서울특별시 강동구에 있는 1999년 개장한 국내에서 두 번째로 조성된 생태공원이다. 생물 서식공간을 복원하고 시민들에게 자연체험의 기회를 제공하여 환경에 대한 이해를 높이기 위해 하남시와 인접한 천호대로변 저습지에 조성한 공원이다.
참나리, 패랭이 등의 야생 초화류가 여기저기 피어나고 말잠자리, 호랑나비가 호숫가를 선회하며, 물총새와 꼬마물떼새가 먹이를 사냥하고 흰뺨검둥오리가 호수를 누비는 이 생태공원에서는 다양한 생태학습 프로그램이 연중 운영된다.

## 주요시설
생물종다양성을 유지하기 위한 생태적 측면을 고려하여 습지, 저수지, 산이 고루 들어가도록 조성되었으며 총 2,240m(관찰데크 840m, 자연탐방로 1,400m)의 관찰로가 공원 곳곳을 연결한다.
- 관리시설: 생태문화센터 991m2, 탐방객안내소m2, 안내소 12.96m2,광장 2,061m2
- 광장지구: 야외강의장, 야외전시대, 파고라 , 조류관찰대
- 습지지구: 관찰데크 290m, 진입데크 76m, 강의데크 8개소
- 저수지구: 저수지 2,203m2, 조류관찰대 2개소, 수중섬 42m2
- 초지지구: 초가집 2개소, 움집 3개소, 원두막, 인공벌통 14개, 퇴비장 5개소, 석담 30m
- 산림지구: 버섯재배대, 새집 12개, 조유먹이공급대, 조류관찰대, 반딧불이관찰장

## 이용
인터넷을 이용한 사전예약을 통하여 예약한 사람에 한하여 입장 가능하다. 하루 총 인원 400명으로 제한되어 있으며, 매월 25일부터 인터넷 예약으로 다음 달 관람의 사전예약을 실시한다. 일부는 현장 접수하여 입장 가능하다.
- 이용료: 무료
- 운영시간:
  - 입장시간 10:00~17:30
  - 관람시간 17:00까지 매 1시간마다 30~60명 입장, 프로그램은 회당 15~30명 기준
  - 휴장: 매주 월요일은 휴장

## 사진

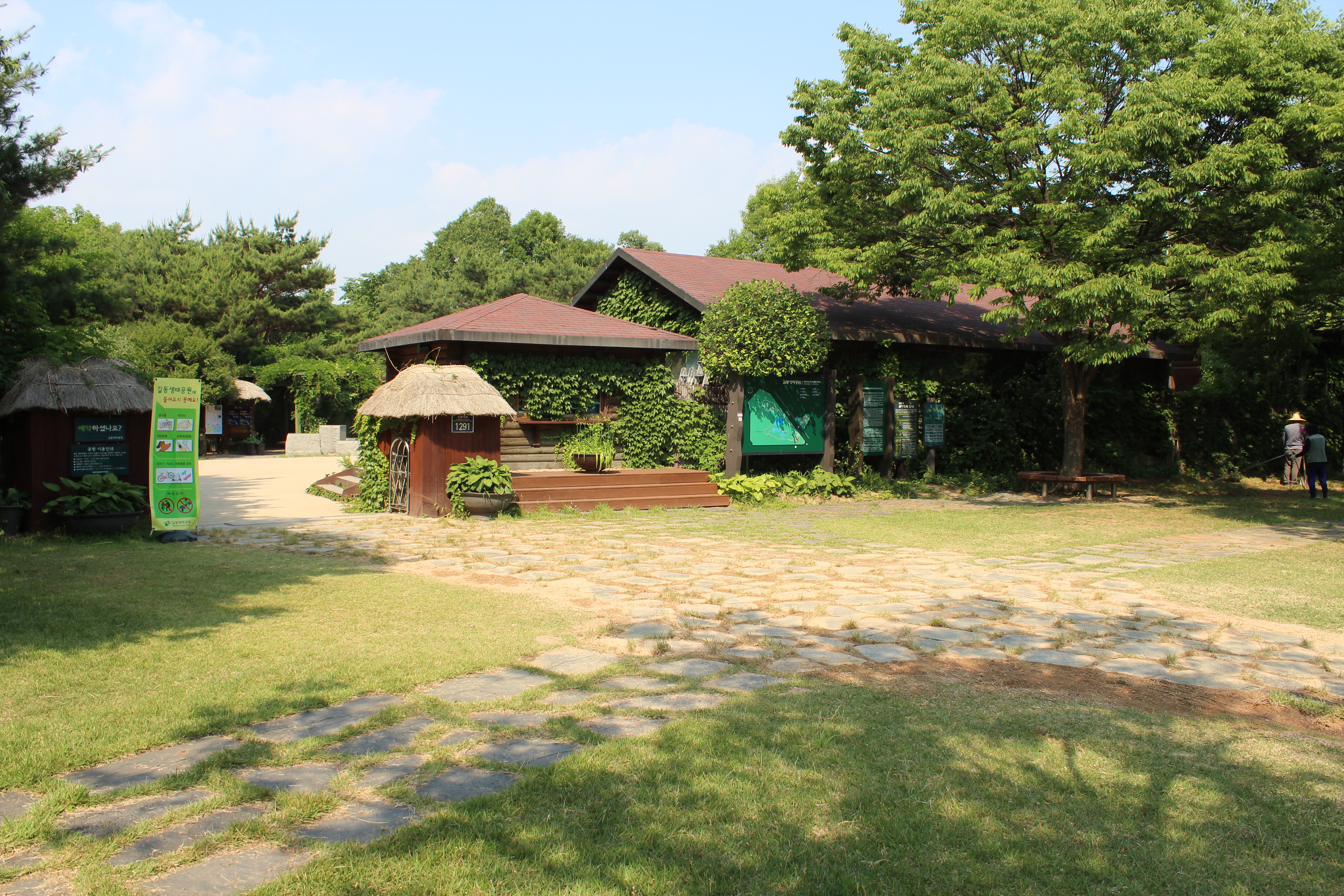
입구